# Tréprel
Tréprel és un municipi francès situat al departament de Calvados i a la regió de Normandia. L'any 2007 tenia 101 habitants.

## Demografia
El 2007 la població era de 101 persones. Hi havia 36 famílies i 53 habitatges, (36 l'habitatges principals, sis segones residències i onze desocupats).

## Economia

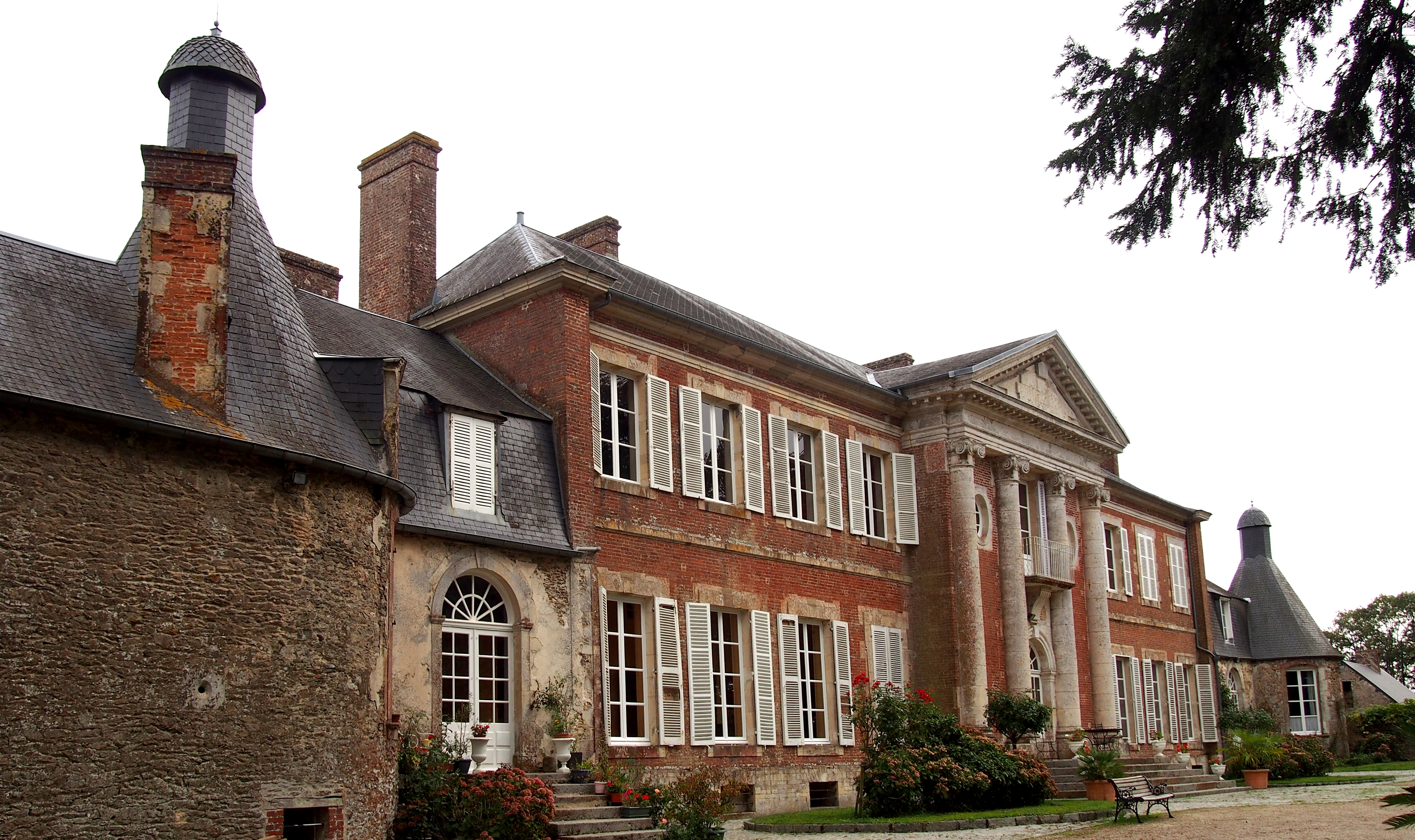
Castell de Trépel

El 2007 la població en edat de treballar era de 63 persones, 51 eren actives i 12 eren inactives. L'any 2000 a Tréprel hi havia vuit explotacions agrícoles.

## Monuments
- Castell de Trépel (segle xviii)